# Tribuna di Antonello Gagini
La Tribuna marmorea della Cattedrale di Palermo fu la più importante e imponente opera di scultura realizzata da Antonello Gagini su commissione di Giovanni Paternò (primo contratto 1507, seconda rielaborazione di contratto 1510) redatto alla presenza del viceré di Sicilia Raimondo de Cardona e il sovraintendente della maramma Simone Ventimiglia, marchese di Geraci. Ad essa lo scultore lavorò dal 1509 al 1536, anno della sua morte. L'opera fu portata a termine dai figli Antonino, Giacomo e Vincenzo nel 1574.

## Descrizione

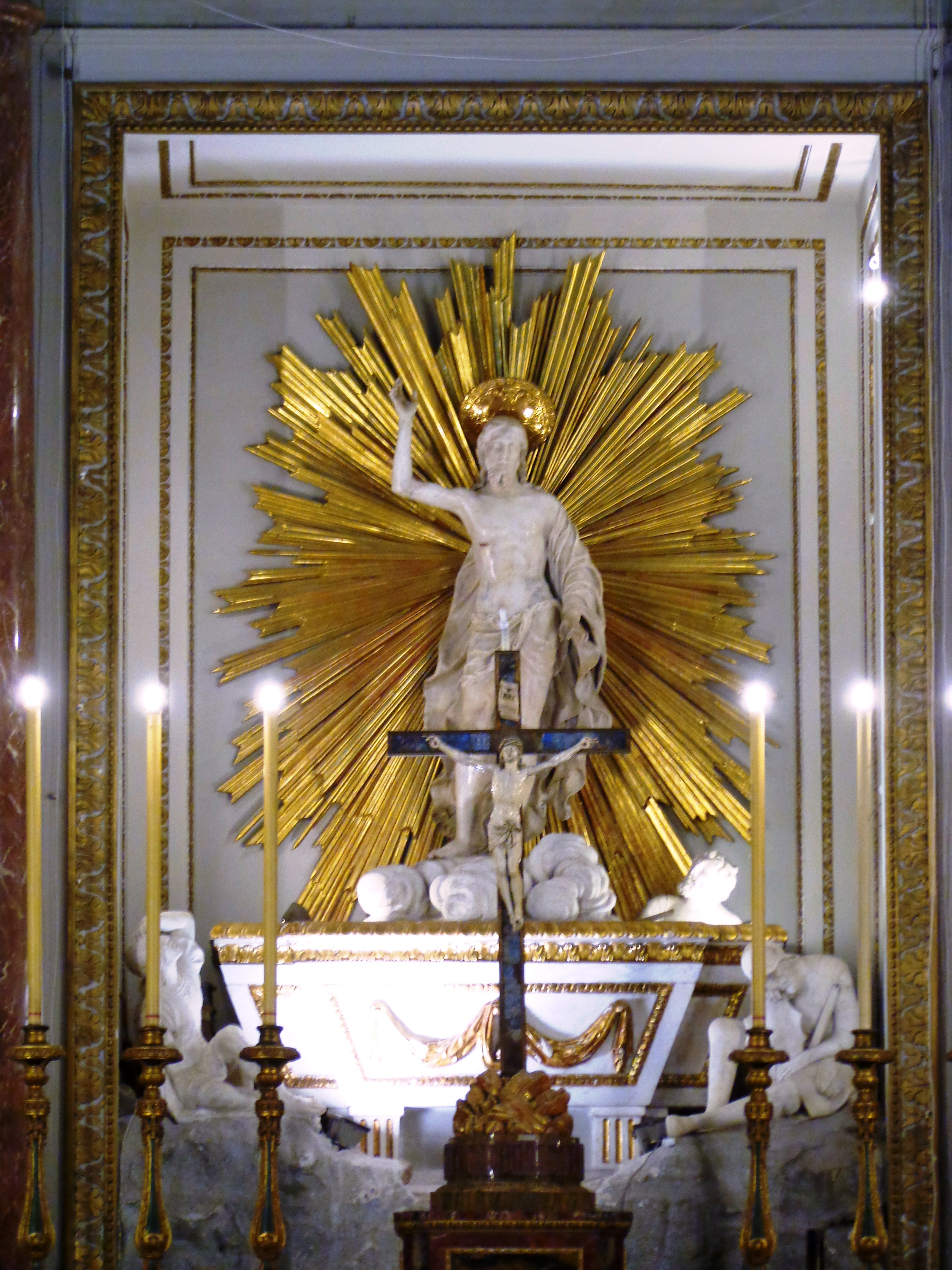
Statue del Redentore e Centurioni, Cattedrale Metropolitana della Santa Vergine Maria Assunta di Palermo.

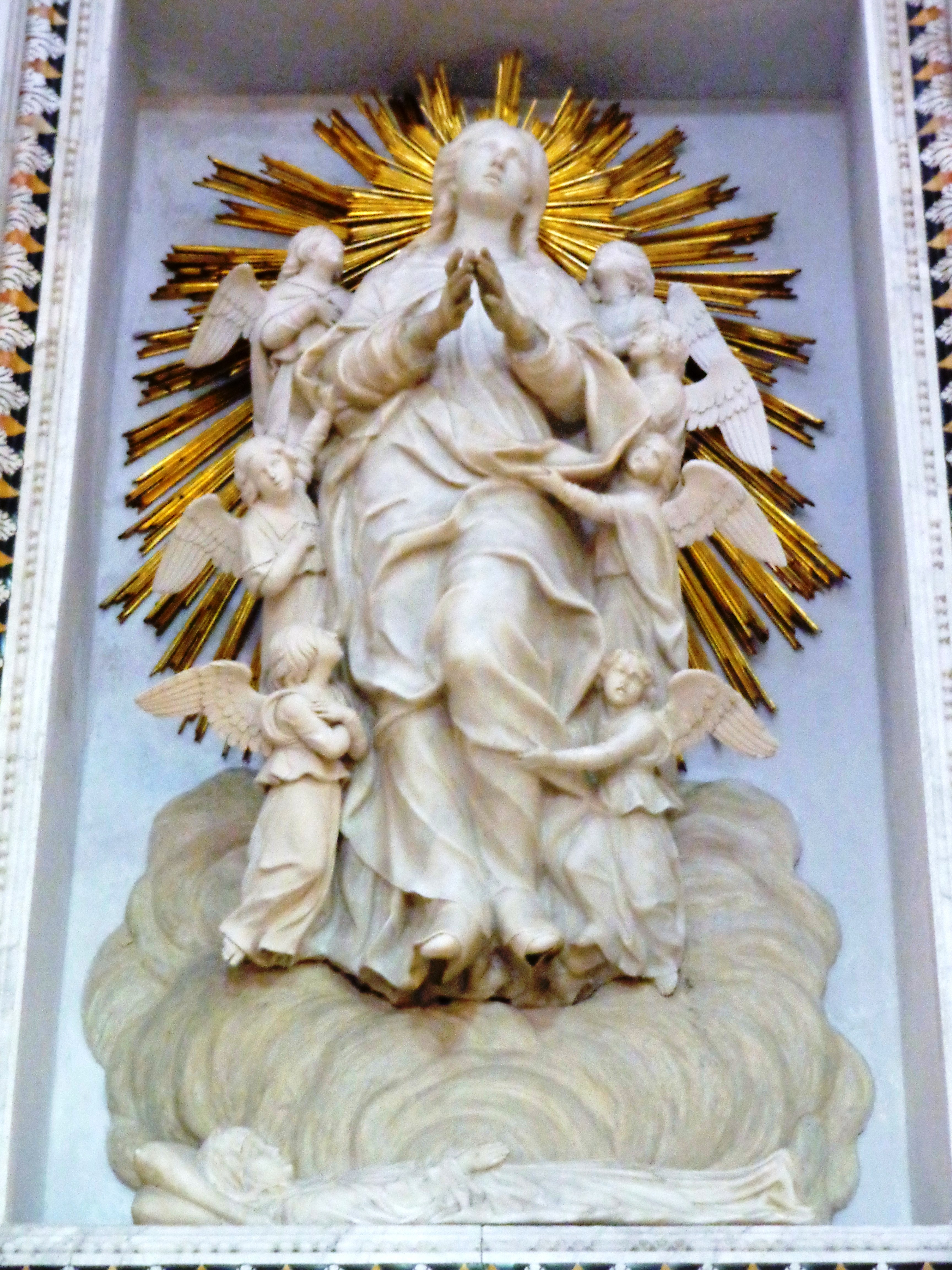
Statua dell'Assunta, Cattedrale Metropolitana della Santa Vergine Maria Assunta di Palermo.

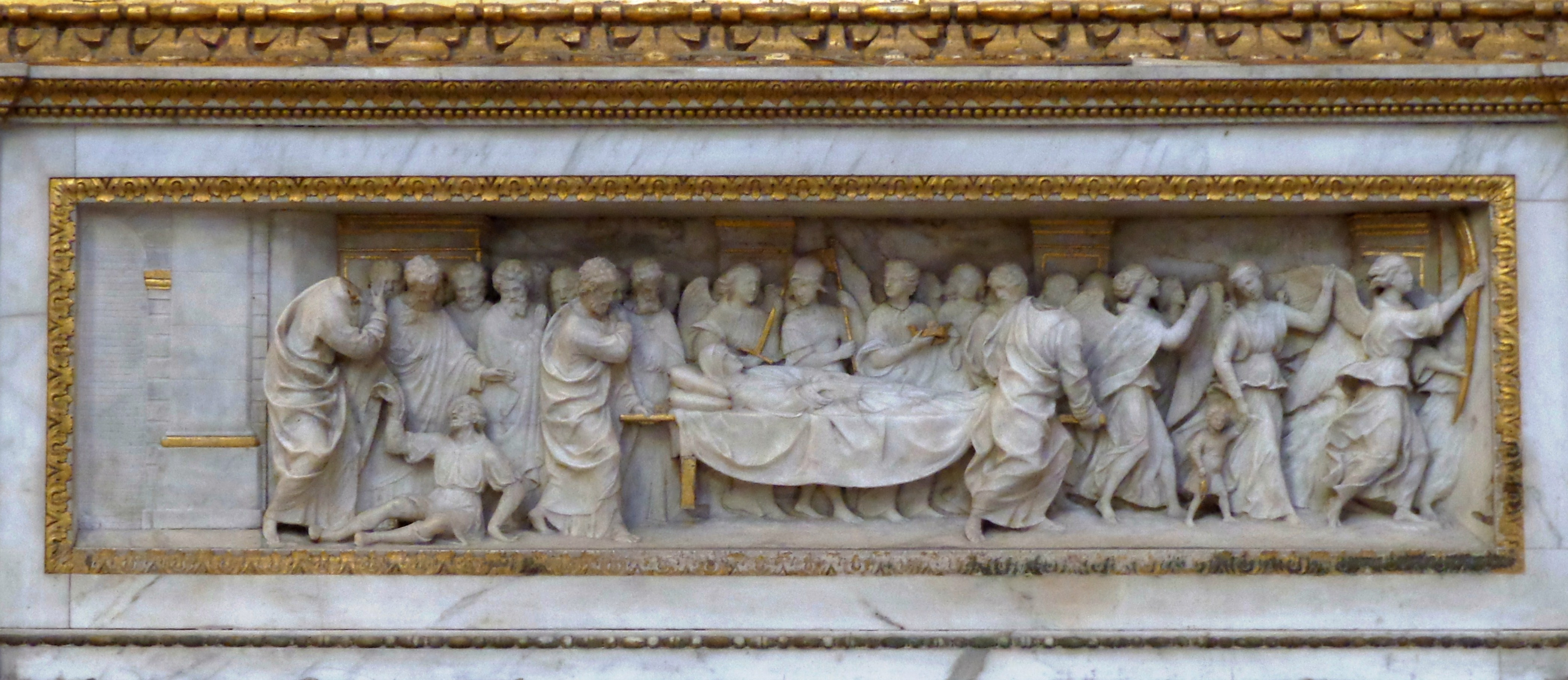
Rilievo "Dormienza di Maria e il corteo degli Apostoli", Cattedrale Metropolitana della Santa Vergine Maria Assunta di Palermo.

La tribuna alta 25 metri circa, ricopriva l'intera abside della navata centrale della Cattedrale ed era strutturata in tre ordini di nicchie sovrapposti. Le nicchie del primo ordine ospitavano 14 statue di santi, al di sotto e al di sopra delle quali vi erano collocate le formelle in altorilievo con le storie dei rispettivi santi e i tondi in altorilievo degli angeli portacorona. Anche il secondo ordine era composto da 14 nicchie con rispettivi santi, il terzo ordine ne conteneva 12.
Sull'asse mediano dell'abside vi erano due nicchie più grandi: in basso nel primo ordine, quella contenente la statua di “Maria assunta in cielo tra gli angeli”; in alto, compresa da secondo e terzo ordine, quella con le statue del "Cristo risorto" e i tre soldati. L'intero apparato culminava in alto con la semicalotta absidale in cui era raffigurato il "Padreterno" in stucco, opera realizzata da Vincenzo Gagini.
Nel 1797, in occasione della ristrutturazione della Cattedrale iniziata nel 1780, la Tribuna fu letteralmente demolita: le 45 statue, i 14 angeli e le 14 formelle furono dislocate altrove all'interno e all'esterno della Cattedrale stessa. Nei primi lustri del XIX secolo sulla coronatura dei merli è documentata la collocazione di numerose statue, oggi disposte nella navata principale, nel transetto e nell'abside. Anche le 14 paraste, che rappresentavano una parte strutturale della Tribuna, furono riadattate nella "Cappella di Santa Rosalia" all'interno della Cattedrale, il "Padreterno" in stucco fu totalmente distrutto.

## Primitiva disposizione
La seguente esposizione riassume la descrizione della disposizione degli elementi riportata da Gioacchino di Marzo sulla base dei resoconti di critici e di storici che hanno dettagliato l'opera prima dell'intervento del 1780.
- Sull'asse verticale principale sono collocate dal basso verso l'alto le sculture: la "Dormienza di Maria" attorniata dagli Apostoli, il "Sepolcro di Maria", l'"Assunzione di Maria". Nell'ordine superiore sono presenti il "Cristo Risorto dal Sepolcro" con le figure dei due soldati dormienti sul prospetto e del terzo posto dietro al sarcofago. Nella calotta dell'abside la colossale figura in stucco di Dio Onnipotente circondato da schiere d'angeli, opera iniziata da Fazio e portata a compimento dal fratello minore Vincenzo.[7]
- Alla base di ogni statua del primo ordine è inserito un bassorilievo raffigurante una scena di vita dell'Apostolo corrispondente, da sinistra a destra: "Pietro Vicario di Cristo nella Suprema Potestà della Chiesa", il "Martirio di San Giovanni dinanzi alla Porta Latina", il "Martirio di Giacomo il Minore", "Le ferite di Cristo e l'incredulità di Tommaso", "Filippo nel miracolo del soggiogato dragone" tratto dalle "Predicazioni di San Filippo ai Gentili di Scizia", lo "Scorticamento di Bartolomeo", la "Conversione di Paolo sulla via di Damasco", la "Vocazione di Andrea", un "Miracolo di Giacomo il Maggiore", "Matteo che lascia il Telonio", "Simone decapitato insieme a Taddeo", "Giuda Taddeo e la conversione di Abagaro Re di Edessa", "Mattia ascritto fra gli apostoli", la "Decollazione del Battista" nell'istante della presentazione del capo ad Erode.[8]
- Nel primo ordine sono presenti i dodici apostoli. Guardando la Cappella, dal centro verso l'esterno a sinistra sono presenti le statue degli apostoli: San Pietro, San Giovanni Apostolo, San Giacomo Minore, San Tommaso Apostolo e San Filippo Apostolo, al di fuori in prospetto quelle di San Bartolomeo e di San Paolo. Dal centro verso l'esterno a destra le statue di Sant'Andrea, San Giacomo Maggiore, San Matteo, San Simone Apostolo e San Giuda Taddeo, all'esterno in prospetto quelle di San Mattia e di San Giovanni Battista.
- In corrispondenza della sommità di ogni nicchia del suddetto ordine è presente un tondo o medaglione raffigurante un Angelo ciascuno di quattro palmi (m. 1.03).
- Nel secondo ordine, primo livello sono presenti i quattro evangelisti, i quattro dottori ossia Padri della Chiesa e quattro sante vergini. Guardando la Cappella dal centro verso sinistra sono esposte le statue di: San Luca Evangelista, San Cosma, San Domenico, Santa Cristina, Santa Ninfa e in prospetto quelle di Sant'Ambrogio e San Cristoforo. Dal centro verso destra sono collocati i simulacri di: San Marco, San Damiano, San Francesco d'Assisi, Santa Lucia, Santa Oliva e parimenti in prospetto, quelli di Sant'Agostino e San Sebastiano. Al di sopra delle specificate dodici statue è presente un architrave con fregio e cornice.
- Nel secondo ordine al secondo livello, dal centro verso sinistra sono collocate le statue di: San Giovanni Evangelista, San Lorenzo, Sant'Antonio Abate, Santa Caterina da Bologna ed in prospetto quelle di Santa Maria Maddalena e San Gregorio, corrispondenti nell'emiciclo opposto, dal centro verso destra, alle statue di San Matteo, Santo Stefano, San Benedetto Abate, Santa Agnese e in prospetto quelle di Sant'Agata e San Girolamo.

## Realizzazioni e attribuzioni
Tutte le statue degli Apostoli sono realizzazioni attribuite per stile alla mano di Antonello Gagini 1533 come le sculture dei Dottori della Chiesa la cui collocazione risale all'anno 1534.
Tutti i bassorilievi con scene di "Vita degli Apostoli" sono realizzazioni attribuite alla mano di Antonello Gagini.
Di Antonello Gagini: sempre attribuibili alla mano del caposcuola le statue di "Sant'Ambrogio", "Sant'Agostino", "San Gregorio Magno", "San Matteo Evangelista".
Di Antonino Gagini: "San Cristoforo" 1537, "Santa Ninfa" 1539 (*), "Santa Cristina" 1539 (*), "San Cosma" 1539 (*), "San Domenico" 1539 (*), "San Francesco d'Assisi" 1539 (*), "Sant'Antonio abate" 1539 (*), "Santa Maria Maddalena" 1539 (*), "San Lorenzo" 1537, "Assunzione di Maria". 
Di Giacomo Gagini: "San Sebastiano" 1537, "Santo Stefano" 1537, "San Benedetto Abate" 1539 (*).
Attribuzione incerta: "San Luca", "San Marco", "San Damiano" 1539 (***), "San Lucia" 1539 (**), "Sant'Oliva" 1539 (****), "Santa Caterina da Bologna" 1539 (**), "San Giovanni Evangelista", "Sant'Agnese" 1539 (****), "Sant'Agata" 1539 (****), "San Girolamo" 1534, "Cristo Risorto", i tre "Soldati", "Sepolcro di Maria", "Processione del feretro di Maria".
Le attività di indoratura e coloritura dei panneggi (azzuolo, oro, nero), degli sfondi dei teatrini, delle cornici, del risalto di particolari, dei titoli descrittivi, sono effettuate da Antonello Crescenzio, artista legato alla famiglia Gagini come compare in qualità di padrino di battesimo.
- Note: (*), 1a consegna dell'anno 1539, probabilmente coincidente allo scadere del I trimestre. (**), 2a consegna II trimestre. (***), 3a consegna III trimestre. (****), 4a consegna IV trimestre.[10]

## Attuali dislocazioni
Le attuali dislocazioni delle opere disassemblate della Tribuna di Antonello Gagini all'interno della cattedrale in seguito all'intervento promosso da Ferdinando Fuga e pesantemente posto in opera dal palermitano Giuseppe Venanzio Marvuglia sotto la direzione dei lavori di Giovan Battista La Licata. Nei primi lustri del XIX secolo è documentata la disposizione sulla coronatura esterna dei merli o depositate nella Cappella delle Sacre Reliquie fino all'intervento del cardinale Ernesto Ruffini nel 1950 circa.
L'attuale collocazione dei manufatti è effettuata sui pilastri della navata centrale, ai vertici del transetto, presso i pilastri della cupola, sui contrafforti e nell'emiciclo dell'abside.
| Parete navata laterale sinistra | Colonne e pilastri navata centrale a sinistra | Colonne e pilastri navata centrale a destra | Parete navata laterale destra |
| ------------------------------- | --------------------------------------------- | ------------------------------------------- | ----------------------------- |
|                                 | Cristo Risorto                                | Terzo Soldato                               |                               |
|                                 | Primo Soldato                                 | Secondo Soldato                             |                               |
|                                 | San Pietro                                    | Sant'Andrea                                 |                               |
|                                 | San Giacomo Maggiore                          | San Giovanni Evangelista                    |                               |
|                                 | San Filippo                                   | San Bartolomeo                              |                               |
|                                 | San Matteo                                    | San Tommaso                                 |                               |
|                                 | San Giacomo Minore                            | San Simeone                                 |                               |
| San Giuda Taddeo                | San Gregorio Arco Absidale Transetto          | Sant'Ambrogio Arco Absidale Transetto       | San Marco                     |
|                                 |                                               |                                             | Dormienza di Maria            |
| San Giovanni Battista           | San Girolamo                                  | Sant'Agostino                               | San Paolo                     |
|                                 | San Benedetto Abate                           | San Sebastiano                              |                               |
|                                 | San Cosma                                     | San Damiano                                 |                               |
|                                 | Santo Lorenzo                                 | Santo Stefano                               |                               |
|                                 | San Francesco d'Assisi                        | Sant'Antonio Abate                          |                               |
|                                 | Santa Cristina                                | Santa Maddalena                             | San Matteo Evangelista        |
|                                 | Santa Ninfa                                   | San Domenico                                | San Luca Evangelista          |
|                                 | Santa Lucia                                   | Sant'Agata                                  | San Marco Evangelista         |
|                                 | Sant'Angese                                   | Santa Caterina                              | San Giovanni Evangelista      |
| Assunzione di Maria Superiore   |                                               |                                             |                               |
| Sepolcro di Maria Inferiore     |                                               |                                             |                               |
|                                 | Sant'Oliva                                    | San Cristoforo                              |                               |

- Le sculture degli Evangelisti in seguito alla ristrutturazione della Cattedrale di Palermo del 1780 sono poste alle pareti del portico meridionale quale allegoria dei Vangeli come porta d'ingresso della chiesa.[18]
- Le sculture dei Dottori della Chiesa, San Girolamo e San Gregorio Magno, Sant'Agostino e Sant'Ambrogio, in seguito alla ristrutturazione della Cattedrale di Palermo del 1780, sono poste alla base dei pilastri che reggono la cupola quale allegoria dei pilastri su cui poggia la chiesa.[18]

## Altri elementi decorativi e Plastico della Tribuna
Due capitelli di parasta, due frammenti di parasta e un frammento di cornice marcapiano sono conservati presso il Museo diocesano di Palermo. Nell'abside della Cattedrale è attualmente esposto il Plastico della Tribuna, in legno-gesso, scala 1:10, realizzato dal 1998 al 2000 da Salvatore Rizzuti e i suoi allievi presso la sua Cattedra di Scultura dell'Accademia di belle arti di Palermo, a partire dalle ricostruzioni sulla base delle fonti operate da Hanno Walter Kruft.

## Galleria d'immagini
Ricostruzione fotografica primitive posizioni documentate da Gioacchino di Marzo
|               |               |  |            |             |             |             |             |  |  |  |           |            |              |           |          |  |             |               |
| S. Gregorio   | S. Maria      |  |            | S. Caterina | S. Antonio  | S. Lorenzo  | S. Giovanni |  |  |  | S. Matteo | S. Stefano | S. Benedetto | S. Agnese |          |  | S. Agata    | S. Girolamo   |
|               |               |  |            |             |             |             |             |  |  |  |           |            |              |           |          |  |             |               |
|               |               |  |            |             |             |             |             |  |  |  |           |            |              |           |          |  |             |               |
| S. Cristoforo | S. Ambrogio   |  | S. Ninfa   | S. Cristina | S. Domenico | S. Cosma    | S. Luca     |  |  |  | S. Marco  | S. Damiano | S. Francesco | S. Lucia  | S. Oliva |  | S. Agostino | S. Sebastiano |
|               |               |  |            |             |             |             |             |  |  |  |           |            |              |           |          |  |             |               |
|               |               |  |            |             |             |             |             |  |  |  |           |            |              |           |          |  |             |               |
| S. Paolo      | S. Bartolomeo |  | S. Filippo | S. Tommaso  | S. Giacomo  | S. Giovanni | S. Pietro   |  |  |  | S. Andrea | S. Giacomo | S. Matteo    | S. Simone | S. Giuda |  | S. Mattia   | S. Giovanni   |
|               |               |  |            |             |             |             |             |  |  |  |           |            |              |           |          |  |             |               |

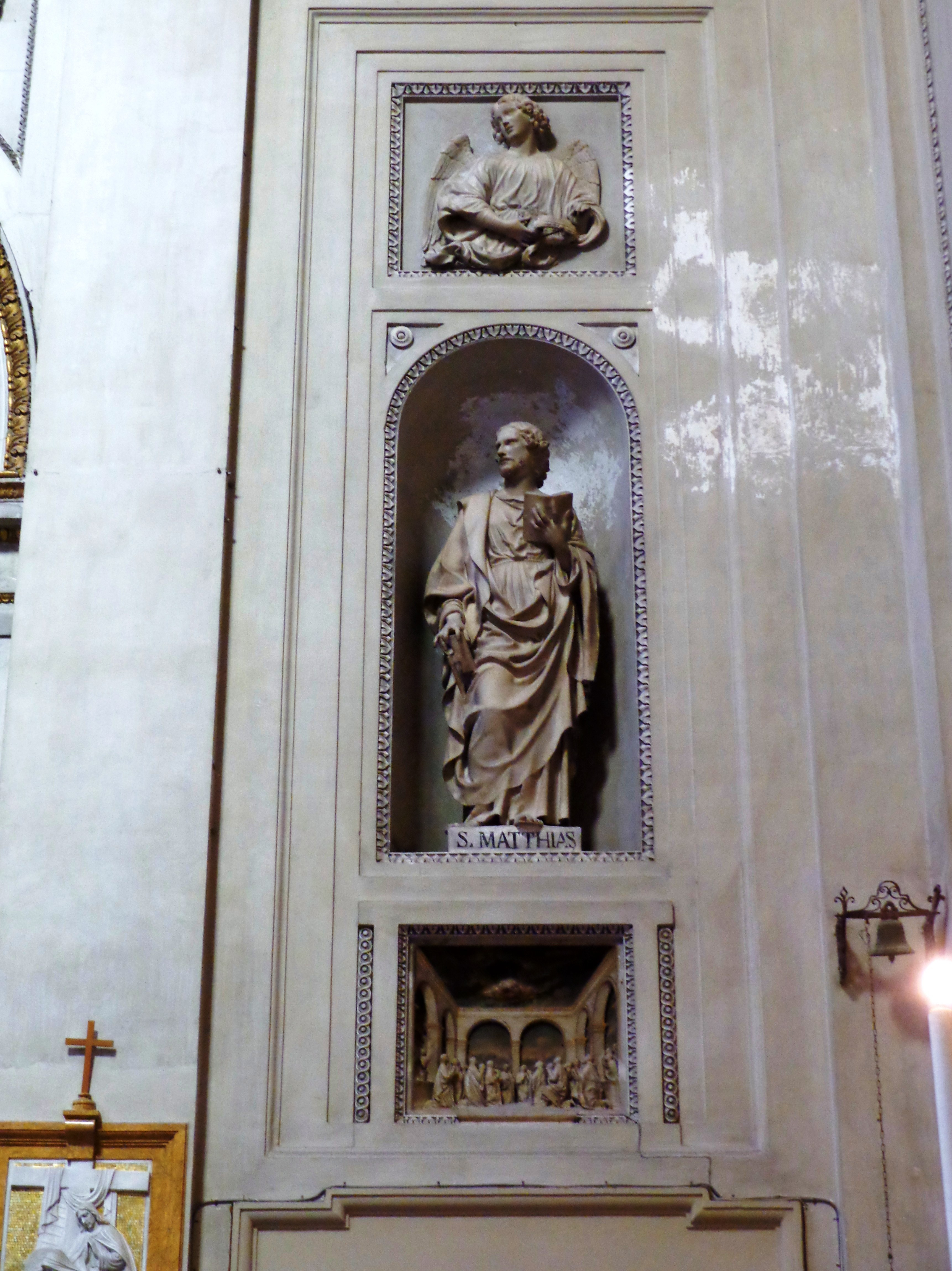
Statua di San Mattia
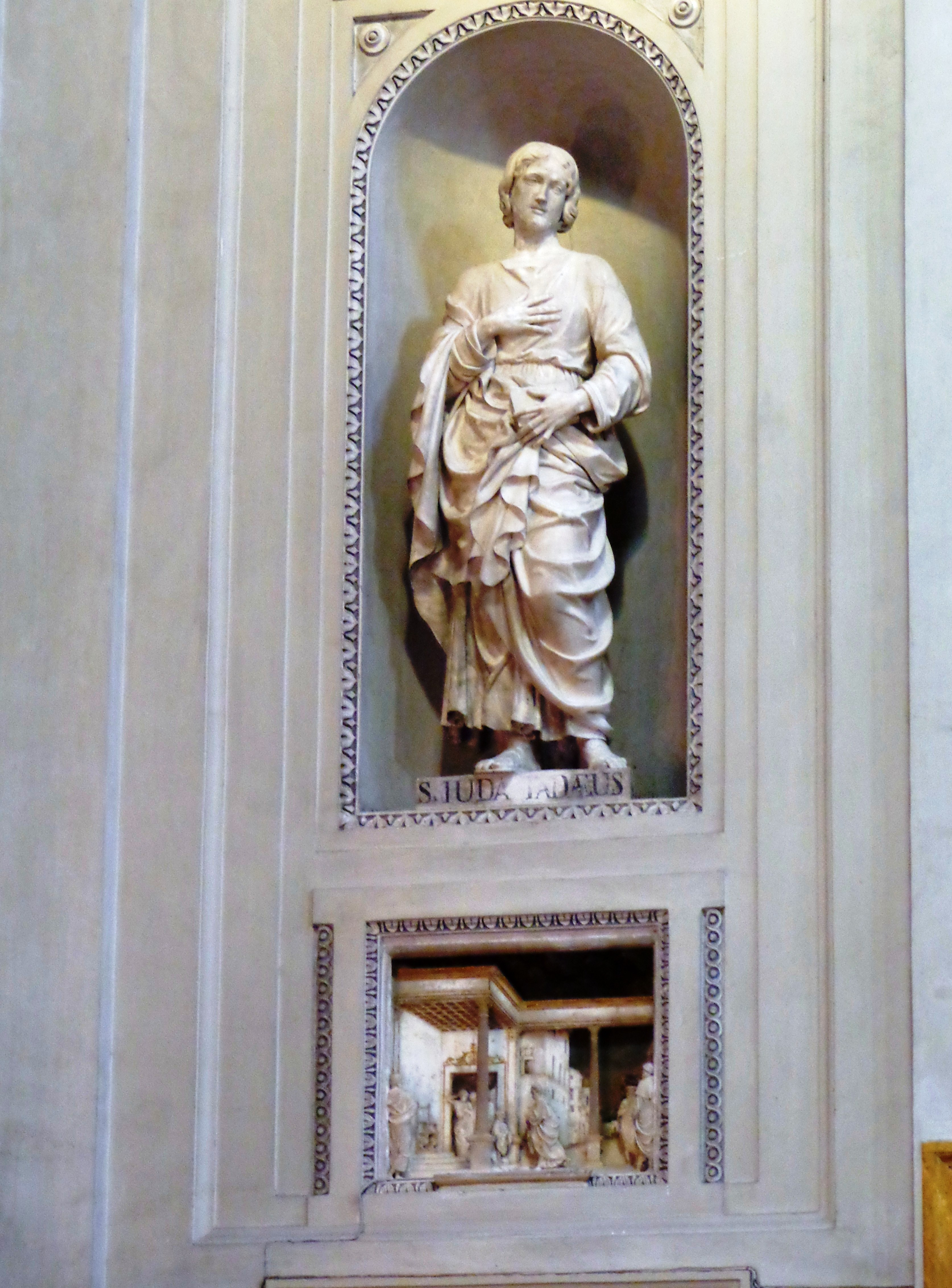
Statua di San Giuda Taddeo
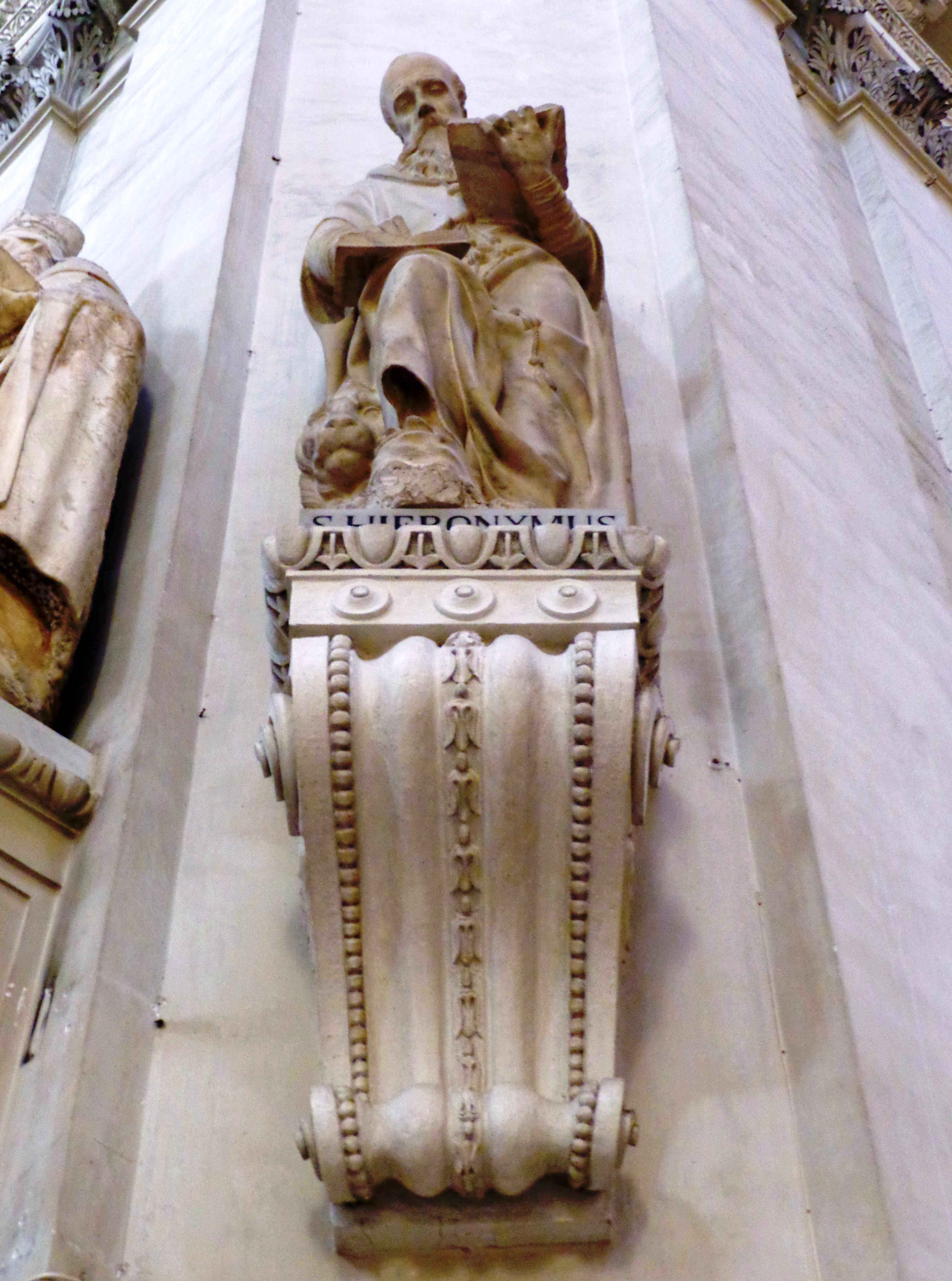
Statua di San Geronimo
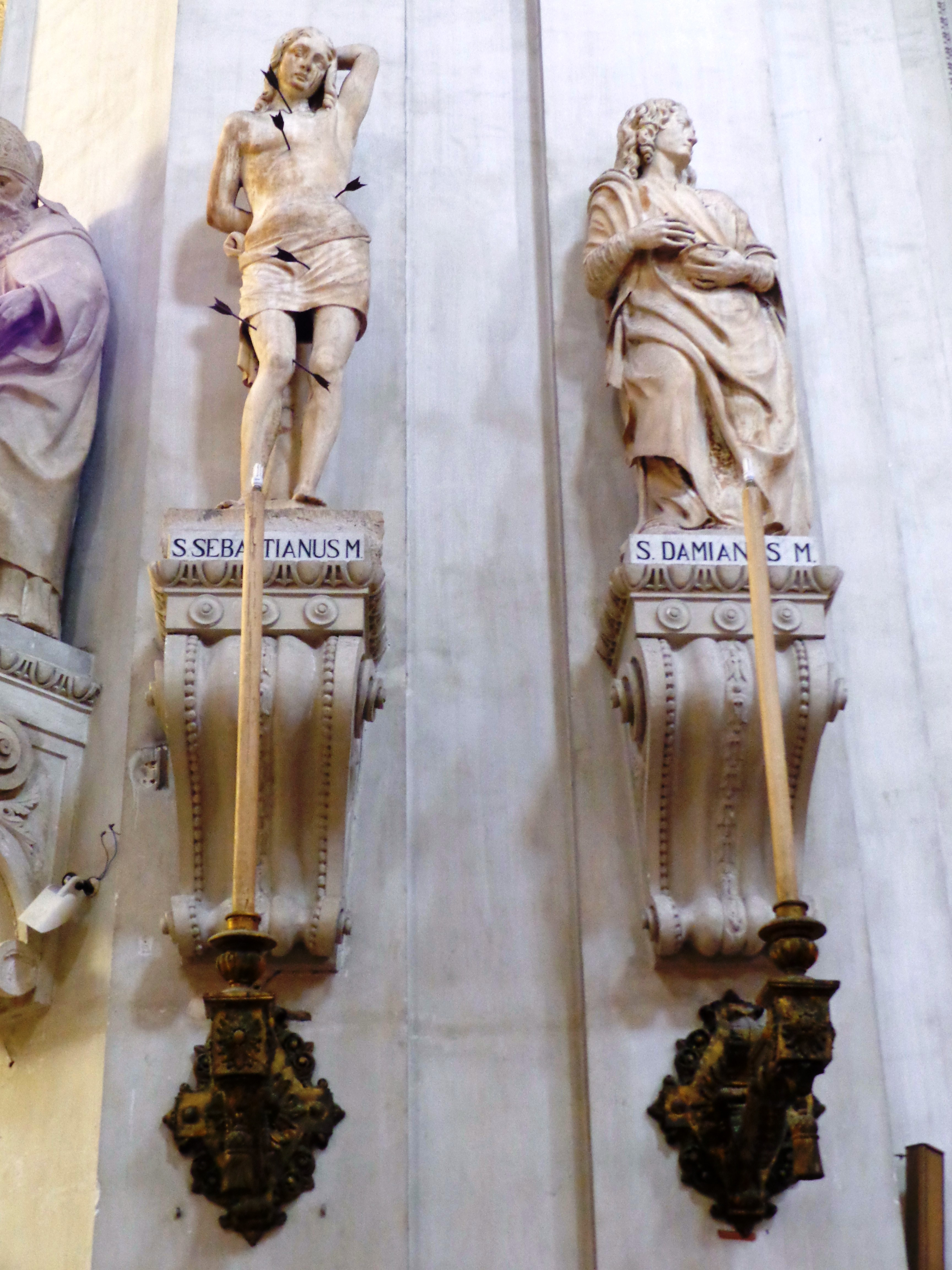
Statue di San Sebastiano e San Damiano
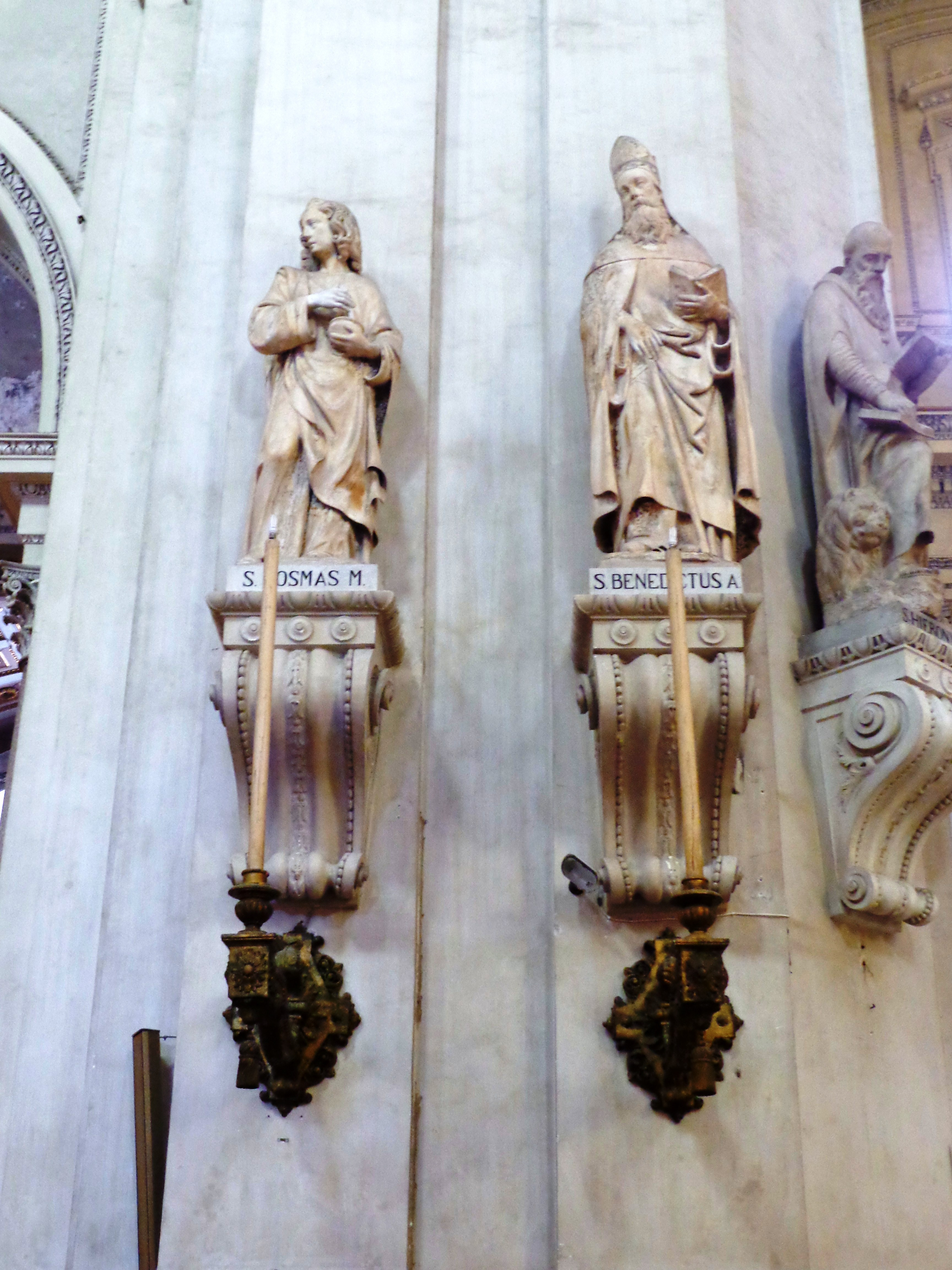
Statue di San Tommaso e San Benedetto
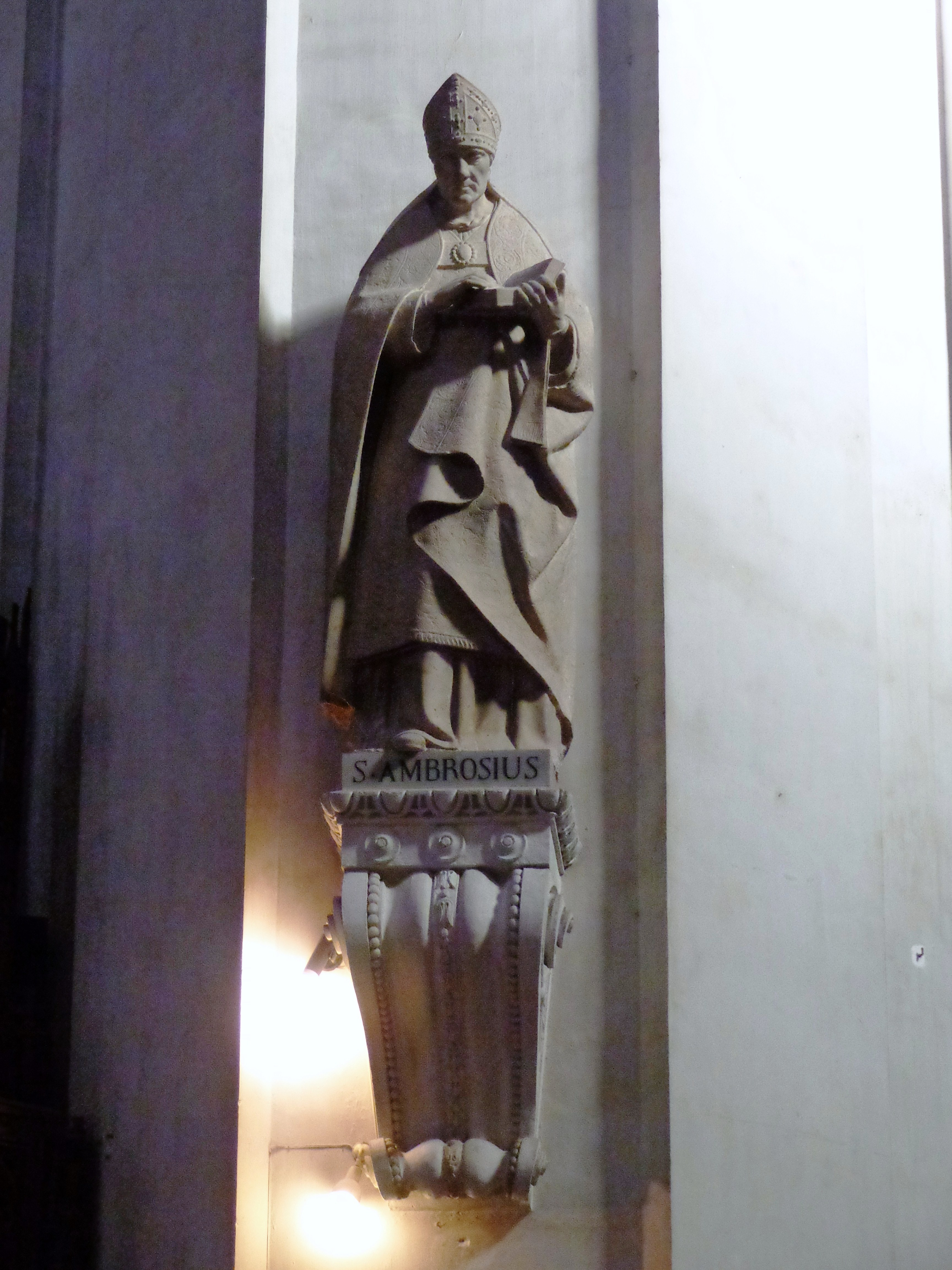
Statua di Sant'Ambrogio
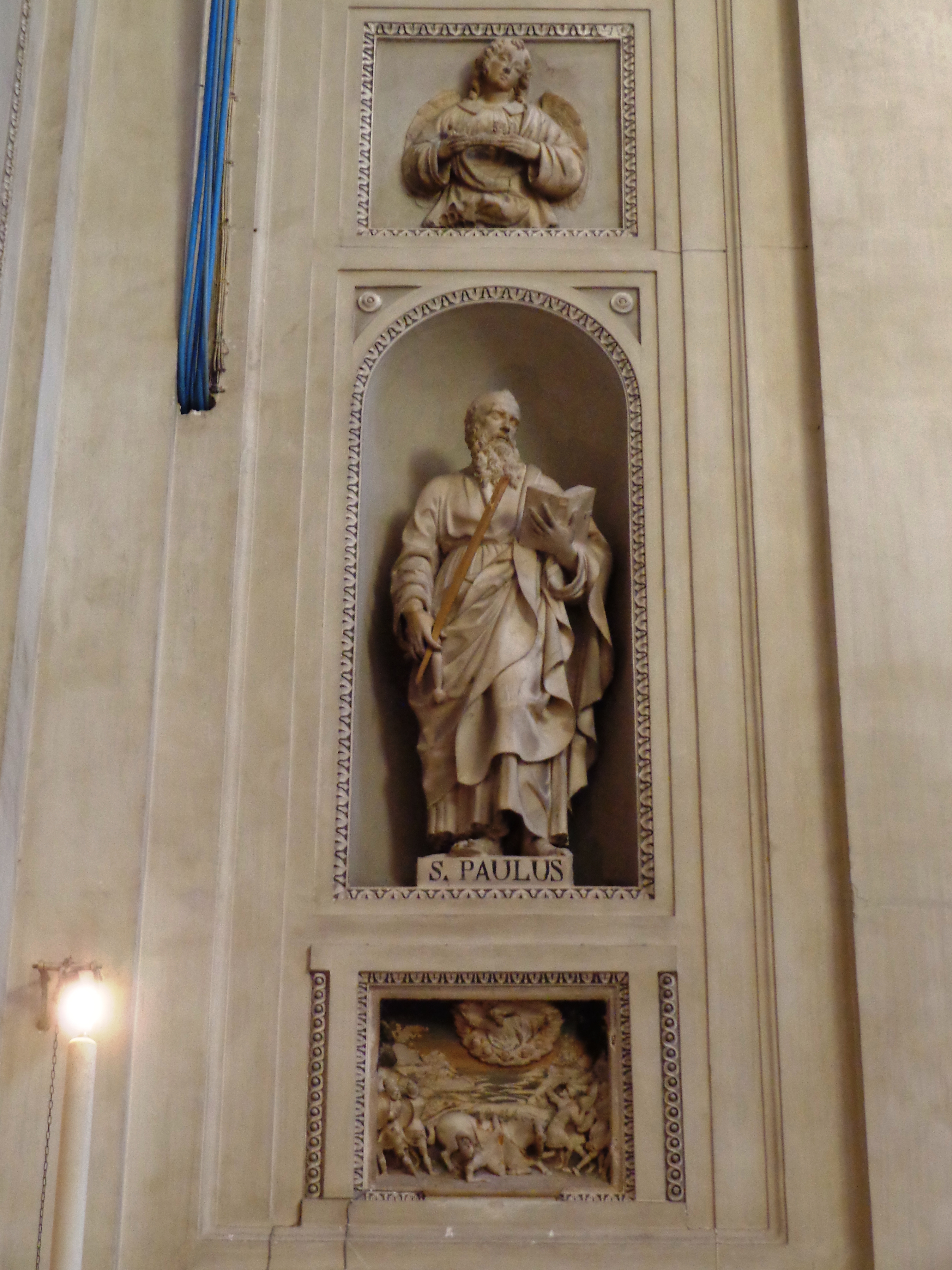
Statua di San Paolo
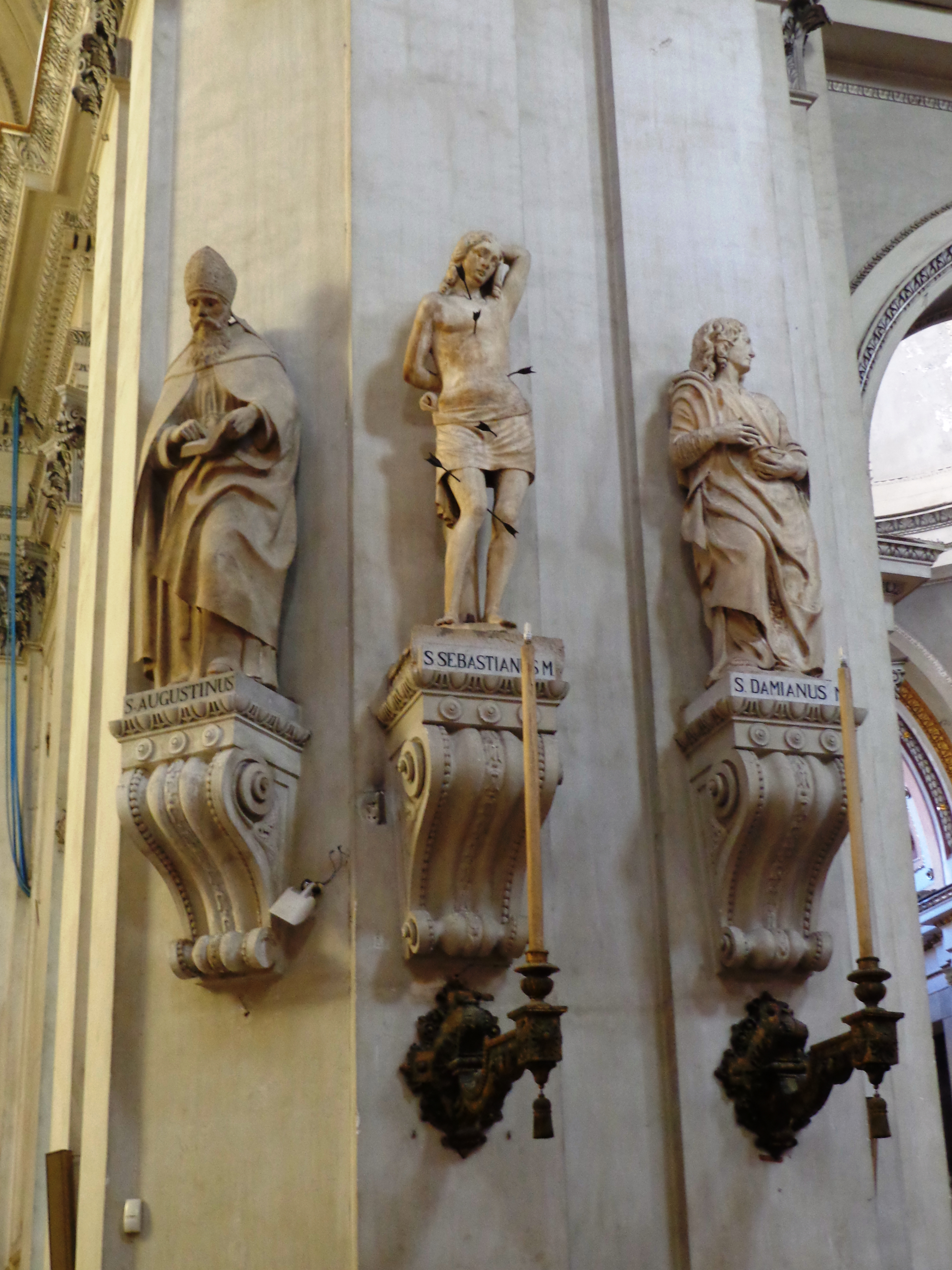
Statue di San Agostino, San Sebastiano e San Damiano
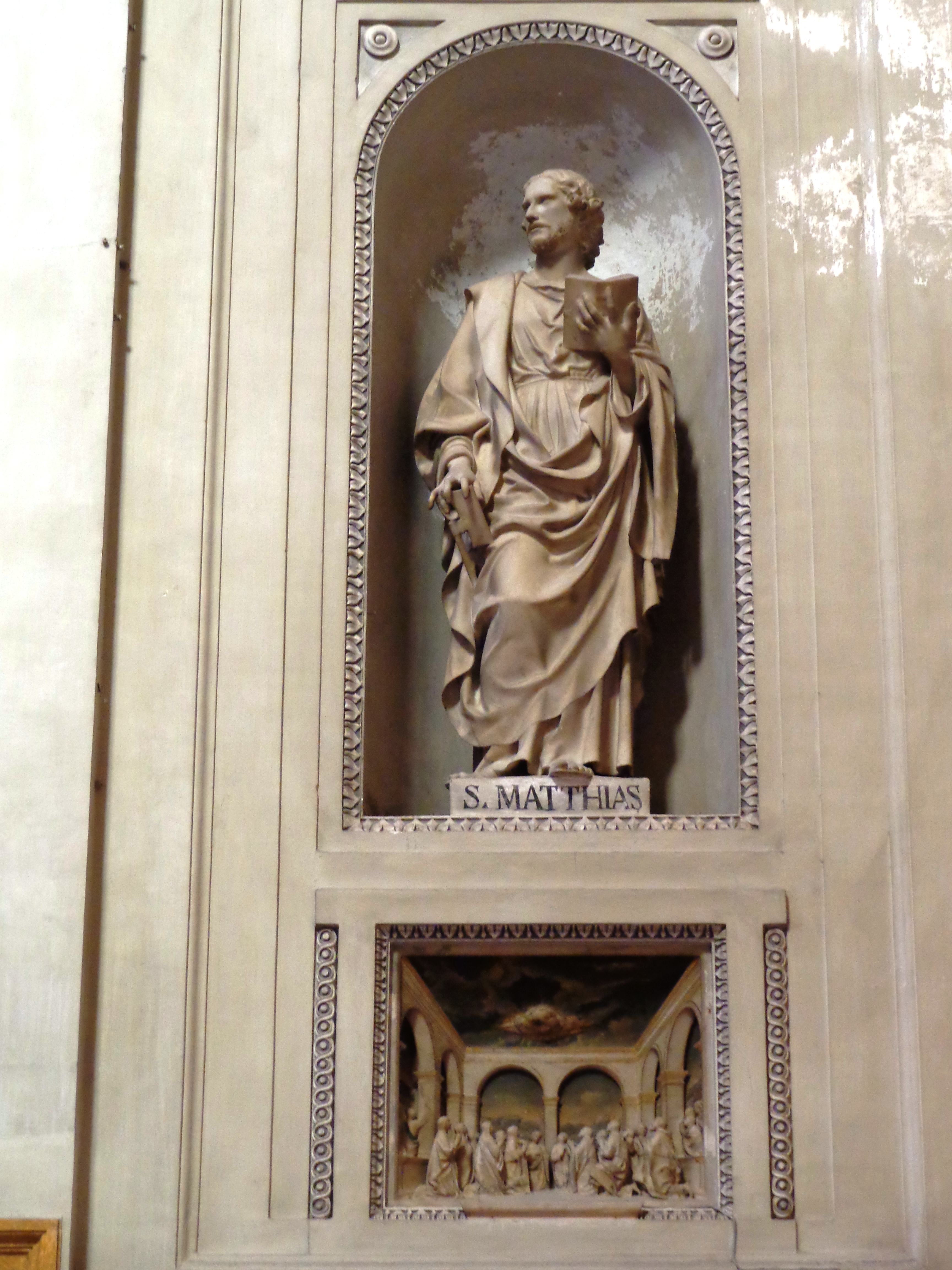
Statua di San Mattia
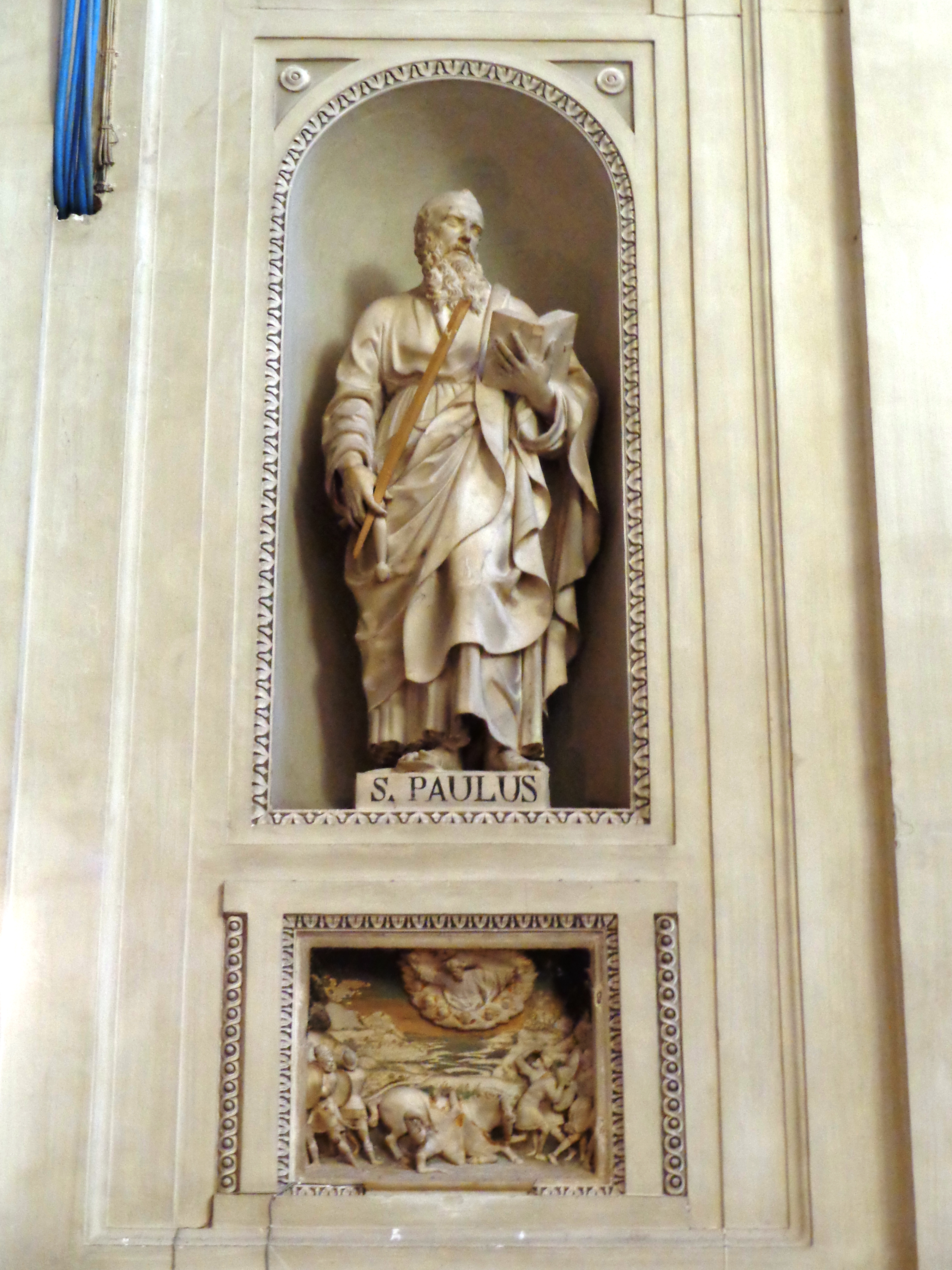
Statua di San Paolo